# Вишні Репаші
Вишні Репаші, або Вишне Репаше (словац. Vyšné Repaše) — село в Словаччині, Левоцькому окрузі Пряшівського краю. Розташоване на півночі східної Словаччини на південних схилах Левоцьких гір.
Уперше згадується у 1323 році.
У селі є готичний римо-католицький костел з 14 століття, у 1730 році перебудований в стилі бароко.

## Населення
| Рік:            | 1994. | 2004.    | 2014.   | 2024.    |
| --------------- | ----- | -------- | ------- | -------- |
| Кількість осіб: | 143   | 115      | 104     | 92       |
| Різниця:        |       | -19,58 % | -9,56 % | -11,53 % |

| Рік:            | 2023. | 2024.   |
| --------------- | ----- | ------- |
| Кількість осіб: | 90    | 92      |
| Різниця:        |       | +2,22 % |

У селі проживає 103 осіб.
Національний склад населення (за даними останнього перепису населення — 2001 року):
- словаки — 97,66 %.

Склад населення за приналежністю до релігії станом на 2001 рік:
- римо-католики — 95,31 %,
- греко-католики — 1,56 %,
- не вважають себе вірянами або не належать до жодної вищезгаданої конфесії — 3,13 %